# Elana Meyers Taylor
Elana Meyers Taylor (født 10. oktober 1984 i Oceanside, Californien) er en amerikansk bobslædefører.
Meyers vandt en bronzemedalje ved Vinter-OL 2010 i Vancouver. Hun og Erin Pac blev nummer tre i toer-bob for damer bag de to canadiske par Kaillie Humphries/Heather Moyse og Helen Upperton/ Shelley-Ann Brown. Under vinter-OL 2014 i Sochi vandt hun en sølvmedalje i toer-bobslæde med Erin Pac.
Hun tog sølv under vinter-OL 2018.
Under vinter-OL 2022 i Beijing tog hun bronze i to-bob og sølv i monobob.